# نزن
شهر نزن (به آلمانی: Nossen) در استان زاکسن در کشور آلمان واقع شده‌است.